# Ібрагімово (Кугарчинський район)
Ібрагі́мово (рос. Ибрагимово, башк. Ибраһим) — присілок у складі Кугарчинського району Башкортостану, Росія. Входить до складу Юлдибаївської сільської ради.
Населення — 172 особи (2010; 223 в 2002).
Національний склад:
- башкири — 84%